# علي الزين (ممثل)
علي الزين (1949) هو ممثل وممثل صوت لبناني من بلدة شحور الجنوبية. وهو ابن عم الممثل أحمد الزين. اشتهر في بداياته بالأدوار الكوميدية.
مثّل مع فرقة أبو سليم الطبل بدور (مشكاح) في الكثير من المسرحيات والمسلسلات.
اشتهر في مسلسل زمن الاوغاد بدور(أبو علي) و هو واحد من المعتقلين.

## فيلموغرافيا

### أفلام
- المحترف والأشباح. 1989
- الجهة الخامسة. 1984
- عرس الأرض. 1978

### تلفاز
- أسرار المدينة - جابر. 2000
- أوراق الزمن المر. 1996
- أبو سليم في المسامير - مشكاح. 1994
- الزمن والدولاب - مشكاح. 1993
- كل يوم حكاية. 1989
- ندم. 1989
- الفجر. 1987
- الرجل الثالث. 1985
- اهربوا جاي القفورة. 1985
- شارع الطرب. 1984
- من يوم ليوم. 1983
- البخلاء. 1983
- أربع مجانين وبس. 1982
- ليالي شهرزاد. 1980
- بربر آغا. 1979
- أبو طحين. 1978
- يسعد مساكم - الشرطي. 1976
- غروب. 1973
- مذكرات ممرضة. 1973
- زمن الأوغاد - أبو علي
- الزاوية
- عز الدين القسام

### أدوار الدبلجة
- ثانوية الاستخبارات[2]
- حكاية لعبة - سلنكي (النسخة العربية الفصحى)[3]
- حكاية لعبة 2[4] - سلنكي (النسخة العربية الفصحى)
- حكاية لعبة 3[5] - سلنكي (النسخة العربية الفصحى)
- المختار الثقفي - ابن حريث
- مريم المقدسة
- يوسف الصديق - نينيفر كبتا[6]

## وصلات خارجية
- علي الزين على موقع IMDb (الإنجليزية)